# Jacumba Hot Springs
Jacumba Hot Springs ist ein census-designated place (CDP) im San Diego County im US-Bundesstaat Kalifornien. Das U.S. Census Bureau hat bei der Volkszählung 2020 eine Einwohnerzahl von 540 ermittelt.

## Geographie
Der Ort liegt im äußersten Süden Kaliforniens in einem Tal der Jacumba Mountains am U.S. Highway 80 (Old Highway 80). Er gehört zur Zeitzone der Pacific Standard Time (UTC-8).
Die Interstate 8 führt etwa drei Kilometer nördlich vorbei.
Jacumba Hot Springs liegt unmittelbar an der Grenze zu Mexiko. Auf der mexikanischen Seite liegt eine kleine Siedlung namens La Rumorosa.
Bis 1995 gab es hier einen unbewachten Übergang über die Grenze. Heute führt ein bewachter Grenzzaun durch die Region. Die US Border Patrol patrouilliert regelmäßig, um Schmuggel und illegale Immigration zu unterbinden.

## Geschichte
Der Stamm der Kumeyaay besiedelte die Gegend vor der Landnahme durch die Europäer. Sie wurden vermutlich durch die zahlreichen heißen mineralischen Quellen der Region angezogen.
Rancher, die im 19. Jahrhundert begannen die Gegend zu besiedeln, gerieten häufig in Konflikt mit den einheimischen indianischen Ureinwohnern. Am 27. Februar 1880 wurden im sogenannten Jacumba Massacre 15 Indianer von weißen Siedlern niedergemetzelt, weil man ihnen Viehdiebstahl vorwarf.
Zu Beginn des 20. Jahrhunderts wurde begonnen, die Heilwirkung der Mineralquellen kommerziell zu nutzen. Die schwefelhaltigen Quellen in Jacumba waren ergiebig genug, um große öffentliche Badehäuser zu versorgen, deren Reste teilweise noch heute zu sehen sind.
Im Jahre 1919 wurde Jacumba an das Eisenbahnnetz angeschlossen und mit San Diego verbunden. Um 1925 verfügte der Ort mit dem Hotel Jacumba über eine komfortable Übernachtungsmöglichkeit. In den 1930er Jahren war der Ort zu einem beliebten Kurort aufgestiegen und verfügte zeitweise über mehr als 5000 Einwohner. Viele Filmstars und Prominente der damaligen Zeit nutzten die Möglichkeiten der Erholung.

## Niedergang
Seine Bedeutung als beliebter Kurort behielt Jacumba bis zum Ende des Zweiten Weltkrieges. Danach bekam der Ort die wachsende Konkurrenz der weiter nördlich gelegenen Erholungsorte Murrieta oder Palm Springs zu spüren.
Nachdem durch den neuen Interstate 8 der Fernreiseverkehr weiträumig an Jacumba vorbeigeführt wurde, begann der wirtschaftliche Niedergang des Ortes.
Das Hotel Jacumba  musste schließen und brannte nach einer Brandstiftung im Jahre 1983 ab. Die Reste wurden 1991 abgerissen. Heute ist nur noch der Stumpf des großen zentralen Kamins zu sehen. Das Schwimmbad wurde aufgefüllt, und die Quelle abgedichtet.
In den 1980er Jahren war das Jacumba Motel als einzige Übernachtungsmöglichkeit verblieben.
Heute zieht die Region wieder einige Besucher an und die heißen Quellen werden im Jacumba Hot Spring Resort wieder genutzt.